# Замойский, Анджей Иероним
Анджей Иероним Замойский (12 февраля 1716, Бежунь — 10 февраля 1792, Замосць) — крупный государственный деятель Речи Посполитой, воевода иновроцлавский (1757—1764), маршалок коронного трибунала (1761), канцлер великий коронный (1764—1767), староста галицкий, любельский, бродницкий и ростоцкий.

## Биография
Представитель польского магнатского рода Замойских герба «Елита». Второй сын великого ловчего коронного и воеводы смоленского Михаила Здислава Замойского (ок. 1679—1735) от первого брака с Анной Дзялынской (ум. 1719). Один из наиболее видных деятелей последнего периода самостоятельного существования Польши.
В 1757 году вступил в сенат; сперва придерживался придворной партии, но затем перешел на сторону так называемой «фамилии», или Чарторыйских, и принял деятельное участие в их преобразовательных замыслах. Недюжинные способности и горячая любовь к отечеству вместе с безусловной честностью доставили ему большое уважение в шляхетских кругах. Немедленно после избрания королём Станислава-Августа Понятовского Замойский получил должность великого коронного канцлера, но вслед за образованием Радомской конфедерации в 1767 году, не желая участвовать в её действиях, отказался от должности и пытался склонить к тому же, впрочем, безуспешно, своих товарищей-министров.
Удалясь от общественной деятельности, он занялся сельским хозяйством, заменил в своих имениях панщину определённым чиншем, предоставил крестьянам ограниченное некоторыми условиями право собственности на землю и устроил крестьянское самоуправление под контролем помещичьей власти. Эта реформа, начатая Замойским ещё в 1760 году и постепенно развивавшаяся, просуществовала только до 1773 года: сильное неудовольствие соседней шляхты вынудило Замойского отдать имения в аренду, причём были уничтожены все заведённые им порядки.
Сейм 1776 года поручил Замойскому составить кодекс польских законов. Работа эта была проведена Замойским при помощи литовского подканцлера Хребтовича, плоцкого епископа Шембека, юристов Грохольского, Венгжецкого и Юзефа Выбицкого и окончена уже к сейму 1778 года, на который, однако, не была внесена, так как король и сам Замойский находили нужным сначала приготовить шляхетские умы к предполагавшимся реформам. Проект несколько сглаживал сословные различия, так резко выраженные в тогдашней Речи Посполитой, облегчая возможность браков между шляхтой и мещанами, устанавливая общие для этих сословий суды, давая личную свободу части крестьян и обеспечивая для них государственную опеку. Среди шляхты этот проект вызвал крайне враждебное отношение и на сейме 1780 года был отвергнут с запрещением когда-либо возобновлять его.
С тех пор Замойский исключительно отдался частной жизни. Вследствие раздела его имения оказались во владениях Австрийской империи; австрийское правительство пожаловало ему графский титул. Замойский продолжал, однако, быть польским патриотом и во время деятельности Четырёхлетнего сейма пожертвовал на военные нужды Польши 200 000 злотых. В его доме жил в качестве учителя его детей знаменитый польский публицист этой эпохи Станислав Сташиц, которого иные считали побочным сыном Замойского. Проект кодекса Замойский напечатан в 1778 году в Варшаве под заглавием «Zbiór praw sądowych na mocy konstytucyi».

## Семья
В 1768 году женился на княжне Констанции Чарторыйской (1742—1792), дочери ловчего великого коронного, князя Станислава Костки Чарторыйского (ум. 1766), и Анны Рыбинской (ум. 1778). Дети:
- Александр Август Замойский (1770—1800), 11-й ординат Замойский (1792)
- Станислав Костка Замойский (1775—1856), 12-й ординат Замойский (1800), председатель правительства обеих Галиций (1809), сенатор-воевода Герцогства Варшавского (1810), президент сената Царства Польского (1822)
- Анна Ядвига Замойская (1780—1859), жена с 1794 года князя Александра Антония Сапеги (1773—1812), мечника Герцогства Варшавского.